# Husajn Mazik
Husajn Mazik, arab. ‏حسين مازق‎ (ur. 1918, zm. 12 maja 2006) – polityk libijski, od 20 marca 1965 do 2 lipca 1967 premier Libii.
W latach 1964–1965 minister spraw zagranicznych Libii.